# Pino Antonelli
Pino Antonelli (Roma, 1955 – Assisi, 2017) è stato un fumettista e fotografo italiano.

## Biografia
Nel 1964 esordì come disegnatore di fumetti per la Edifumetto, collaborando a famose serie a fumetti come Lando, Zora la vampira e Playcolt, e poi anche come sceneggiatore per la serie Realtà Nera. In questo periodo scrisse anche racconti pubblicati da case editrici tedesche. Per l'editore Blue Press scrisse e disegnò storie a fumetti per adulti umoristici. Dal 1980 iniziò professionalmente anche l'attività di fotografo alternandola a quella di fumettista. Negli anni novanta collaborò anche con la Casa Editrice Universo per la quale scrisse soggetti e sceneggiature e, dal 1995, pubblicò sulla rivista professionale FotoGraphia, la serie a fumetti "Storie a strisce", sulla storia della fotografia.